# 克里斯托弗·布伦
克里斯托弗·布伦（挪威語：Kristoffer Brun，1988年4月7日—），挪威男子赛艇运动员。他曾代表挪威参加2012年、2016年和2020年夏季奥林匹克运动会赛艇比赛，其中2016年奥运会获得一枚铜牌。